# Karl Wilhelm Friedrich von Breyer
Pour les articles homonymes, voir von Breyer.
 (décembre 2020).
Karl Wilhelm Friedrich Breyer, à partir de 1808 von Breyer (également appelé Carl), né le 29 septembre 1771 à Heutingsheim et mort le 28 avril 1818 à Munich, est un historien et professeur d'université allemand.

## Biographie
Karl Wilhelm Friedrich von Breyer est le fils du pasteur Johann Wilhelm Breyer (1741-1800).
Il reçoit sa première éducation dans les écoles monastiques de Blaubeuren et de Bebenhausen. En 1789, il s'installe au monastère de Tübinger Stift et étudie la philosophie et la théologie à l'université de Tübingen. En 1794, il arrive à Stuttgart. Il y devient le tuteur des comtes Reischach, avant de passer en 1797 à l'université d'Iéna. Il entreprend alors des études de philosophie et d'histoire, se consacrant en particulier à l'étude de Johann Gottlieb Fichte. À l'Université de Iéna, son habilitation a lieu en 1800. En 1803, après y avoir travaillé comme privat-docent jusqu'alors, il obtient un poste de professeur associé à la faculté de philosophie.
En 1804, il accepte un poste de professeur titulaire d'histoire et de statistiques à l'université de Landshut. En outre, il est nommé conseiller de la cour royale. Il y attire l'attention du ministre Maximilian von Montgelas, à l'instigation duquel il est admis comme membre à part entière de l'Académie bavaroise des sciences en 1806. Il devient également  professeur au lycée de Munich. En 1808, il est l'un des premiers à recevoir la Croix de Chevalier de l'Ordre du mérite civil de la Couronne de Bavière et à être ainsi anobli. Le roi Maximilien lui confie l'enseignement de l'histoire et de la littérature au prince Charles Théodore.

## Œuvres
- (de) De justicia Aragonum, Iéna, 1800.
- (de) Grundriß der Universalgeschichte, vol. 1, Iéna, Akademische Buchhandlung, 1802-1804 (lire en ligne).
- (de) Historisches Magazin, Iéna, Cröcker, 1805.
- (de) Lehrbuch der allgemeinen Geschichte für die Studien-Anstalten des Königreiches Baiern, Munich, Königlicher Schulbücher-Verlag, 1817-1818.